# 龍山小学生性暴行殺害事件
龍山小学生性暴行殺害事件（ヨンサンしょうがくせいせいぼうこうさつがいじけん）は、2006年2月18日、韓国で買い物に行った女子小学生（当時11歳）が行方不明になり、16時間後に惨殺体となって発見された事件である。

## 概要
2006年2月18日、ソウル特別市龍山区竜門洞に住む女子小学生がテープを返すためレンタルビデオ店に行ったきり、帰ってこなかった。そしてソウル郊外の京畿道抱川市の倉庫近くの空き地で、首のあたりを凶器で突かれ全身火傷を負った惨殺死体として発見された。
まもなく犯人は逮捕された。犯人は近所に住む靴屋（当時53歳）で、2005年7月に4歳児に対する強制わいせつで懲役1年執行猶予2年の判決を受けたばかりの性犯罪の常習犯であった。
事件当日、通りかかった女子小学生に靴をタダであげると誘い出しレイプした後殺害した。その後、自分の息子（当時26歳）とともに発見現場まで死体を移動し遺棄した。

## 判決
2006年4月13日、第一審は犯人に無期懲役、その息子に懲役3年の実刑判決を下した。犯人は判決に不服として控訴したが、二審・三審とも一審判決を支持し刑が確定した。